# Best-seller
Un supervendes o best-seller és un llibre amb molt d'èxit, tot i que el concepte s'ha acabat exportant a altres àmbits com els discs. El terme designa teòricament només una gran quantitat de vendes però ha acabat esdevenint un gènere literari propi configurat per analogia.

## Característiques comunes dels supervendes
Els best-sellers són obres de ficció, sovint de fàcil lectura i baix nivell literari (justament per això va sorgir l'etiqueta "supervendes de qualitat" per distingir les obres populars però ben considerades per la crítica).
Els trets comuns dels best-sellers de finals del segle XX i principis del XXI són que volen entretenir el lector, donen més importància a la història que a la manera d'explicar-la, tenen una estructura ben planificada, incorporen informació especialitzada, tracten diferents gèneres simultàniament, són fàcils de llegir, i disposen de grans processos de màrqueting.
Els best-sellers acostumen a estar envoltats d'una cuidada promoció i tenen una durada determinada en la història de la literatura, a diferència dels clàssics. Apareixen en les llistes de més venuts dels diaris i es multiplica la seva fama. Aquestes llistes poden arribar a ser molt polèmiques, ja que determinen en gran manera l'èxit de la campanya de les editorials. Malgrat l'opinió generalitzada en contra dels best-sellers com a productes senzills, els seus defensors argumenten que moltes de les obres de culte avui dia van ser considerats best-sellers en el seu moment i que aquests llibres fomenten la lectura.

## Els llibres més venuts
S'inclou una llista dels llibres que tenen fama de ser els més venuts. No tots encaixen dins el gènere de best-sellers, i les fonts poden variar en el nombre de còpies venudes. L'autor que més ha venut pel conjunt de la seva obra és William Shakespeare.

### Més de 1000 milions d'exemplars
Dins aquesta categoria només hi ha dues obres, la Bíblia, el llibre més traduït del món, i Cites del President Mao, l'anomenat Llibre vermell, recull del pensament de Mao Zedong

### Entre 100 i 1000 milions d'exemplars
L'Alcorà encapçala aquesta categoria, on es troben els llibres de ficció més famosos: Una història de dues ciutats, de Charles Dickens; la trilogia d'El Senyor dels Anells i Deu negrets, d'Agatha Christie. També apareixen els llibres religiosos dels mormons i dels testimonis de Jehovà.

### Amb més de 50 milions d'exemplars
En aquest apartat predomina la novel·la contemporània d'èxit, com She, de Henry Rider Haggard; El Petit Príncep; El vigilant en el camp de sègol o El Codi Da Vinci. També s'inclouen els best-sellers infantils clàssics, com Anne of Green Gables de Lucy Maud Montgomery o la sèrie sobre el cavall Black Beauty, d'Anna Sewell. Es tracta d'obres que es reediten per la voluntat dels pares de transmetre als seus fills les obres que més els van agradar de petits. Dins l'àmbit anglosaxó, s'ha de tenir en compte el Webster Dictionary, un dels diccionaris de referència de la llengua anglesa, que porta venuts més de 55 milions de còpies.

### Entre 30 i 50 milions d'exemplars
Aquesta categoria inclou més títols i més heterogenis. Cal destacar El nom de la rosa, el primer "best-seller de qualitat" segons denominació dels crítics i el primer títol en vendes de l'àmbit hispanoamericà: Cent anys de solitud. De nou s'inclouen èxits infantils, com la saga de Harry Potter o Charlotte's Web. Els llibres d'autoajuda més famosos poden vendre més de 30 milions de còpies, així com alguns dels clàssics immortalitzats pel cinema, com Allò que el vent s'endugué.

### Supervendes històrics
Al llarg de la història destaquen obres considerades supervendes o llibres de culte malgrat no assoleixin les xifres de vendes actuals per la diferència en la massa lectora. Les més importants són: Robinson Crusoe, Càndid, Els sofriments del jove Werther o Ars moriendi, considerades totes elles clàssics.